# Acentrogobius
Acentrogobius là một chi của Họ Cá bống trắng

## Các loài
Chi này hiện hành có các loài sau đây được ghi nhận:
- Acentrogobius caninus Valenciennes, 1837
- Acentrogobius cenderawasih G. R. Allen & Erdmann, 2012
- Acentrogobius chlorostigmatoides Bleeker, 1849
- Acentrogobius cyanomos Bleeker, 1849
- Acentrogobius dayi Koumans, 1941
- Acentrogobius ennorensis Menon & Rema Devi, 1980
- Acentrogobius griseus F. Day, 1876
- Acentrogobius janthinopterus Bleeker, 1853
- Acentrogobius limarius G. R. Allen, Erdmann & Hadiaty, 2015[2]
- Acentrogobius masoni F. Day, 1873
- Acentrogobius moloanus Herre, 1927
- Acentrogobius nebulosus Forsskål, 1775
- Acentrogobius pellidebilis Y. J. Lee & I. S. Kim, 1992
- Acentrogobius pflaumii Bleeker, 1853
- Acentrogobius signatus W. K. H. Peters, 1855 [3]
- Acentrogobius simplex Sauvage, 1880
- Acentrogobius suluensis Herre, 1927
- Acentrogobius therezieni Kiener, 1963: Đây là loài đặc hữu của Madagascar. Môi trường sống tự nhiên của chúng là sông ngòi. Chúng hiện đang bị đe dọa vì mất môi trường sống.
- Acentrogobius vanderloosi G. R. Allen, 2015[3]
- Acentrogobius viganensis Steindachner, 1893
- Acentrogobius violarisi G. R. Allen, 2015 [3]
- Acentrogobius viridipunctatus Valenciennes, 1837